# Пейджел, Марк
Марк Пейджел (англ. Mark D. (David) Pagel; род. 5 июня 1954, Сиэтл, Вашингтон) — американо-британский эволюционный биолог, профессор Редингского университета, член Лондонского королевского общества (2011). Автор книги Wired for Culture: Origins of the Human Social Mind (2012). Руководитель лаборатории эволюции Редингского университета.
Главред Oxford Encyclopedia of Evolution (2002), соавтор признаваемой классической в своей области работы The Comparative Method in Evolutionary Biology.
Его Wired for Culture указывалась среди лучших научных книг 2012 года по версии The Guardian; лучшей современной научно-популярной книгой о культуре называл ее Питер Ричерсон. В ней автор обсуждает положения, которые объясняют, как может развиваться очевидный альтруизм на уровне группы.
Публиковался в Nature и Science.
Проживает в Оксфорде.